# Luděk Polášek
Luděk Polášek (* 5. prosince 1947) je bývalý český politik, v 90. letech 20. století a počátkem 21. století poslanec Poslanecké sněmovny za ČSSD.

## Biografie
Ve volbách v roce 1996 byl zvolen do poslanecké sněmovny za ČSSD (volební obvod Severomoravský kraj). Mandát obhájil ve volbách v roce 1998 a ve sněmovně setrval do voleb v roce 2002. V letech 1996-1998 byl členem sněmovního ústavněprávního výboru, v období let 1998-2002 členem hospodářského výboru a výboru pro evropskou integraci. V roce 2002 ho Lidové noviny označily za jednoho z nejméně aktivních poslanců končícího volebního období z hlediska vystupování v rozpravách sněmovny.
V roce 2003 neúspěšně kandidoval na post člena kolegia Nejvyššího kontrolního úřadu, ale sněmovna ho nezvolila. Do roku 2006 zasedal v dozorčí radě podniku Čepro.
V komunálních volbách roku 1994, komunálních volbách roku 2002, komunálních volbách roku 2006 a komunálních volbách roku 2010 neúspěšně kandidoval do zastupitelstva města Kopřivnice za ČSSD. Profesně se uvádí jako technik.